# Павчина Љехота
Павчина Љехота (слч. Pavčina Lehota) насељено је мјесто са административним статусом сеоске општине (слч. obec) у округу Липтовски Микулаш, у Жилинском крају, Словачка Република.

## Становништво
| Година:    | 1994. | 2004.   | 2014.   | 2024.   |
| ---------- | ----- | ------- | ------- | ------- |
| Број људи: | 353   | 343     | 373     | 401     |
| Разлика:   |       | -2,83 % | +8,74 % | +7,50 % |

| Година:    | 2023. | 2024.   |
| ---------- | ----- | ------- |
| Број људи: | 404   | 401     |
| Разлика:   |       | -0,74 % |

Према подацима о броју становника из 2024. године насеље је имало 401 становника.